# Айнабеков, Каип
Каип Айнабеков (каз. Қайып Айнабеков; 1885, аул Кобетай, современная Карагандинская область Казахстана — 1955, Караганда) — казахский акын, певец.

## Биография
Родился в 1885 году в ауле Кобетай (современный Нуринский район) в крестьянской семье. Происходит из подрода тока рода куандык племени аргын.
После Октябрьской революции поддержал советскую власть, с 1920-х годов член КПСС. С 1930 года работал на шахтах Караганды.
Инициатор и организатор 1-го Республиканского состязание по айтысу (г. Караганда, 1943). Состязался в айтысах с акынами И. Манкиным, С. Азденбаевым и К. Елеуовым. Собирал казахские народные песни.